# Gil Boyard
Pour les articles homonymes, voir Boyard (homonymie).
Gil Boyard est un fleuriste et directeur artistique né en 1970 à Rouen.

## Biographie

### Jeunesse
Gil Boyard grandit à Quincampoix en Normandie, d’une famille d’horticulteurs de génération en génération. Sa vocation lui vient naturellement très tôt. Il suit ses cours au lycée Corneille de Rouen et après l’obtention du baccalauréat il suit des études universitaires à la faculté de Rouen où il prépare une licence en biochimie.

### Formation
Abandonnant l’idée d’une carrière scientifique, il revient à l’art floral, sa passion première, en suivant en 1996 une formation de fleuriste au Centre de Formation d’Apprentis Interconsulaire de l’Eure à Val-de-Reuil. En 2000, son Brevet Professionnel de Fleuriste en poche, il fait ses classes chez des fleuristes régionaux avant de monter à Paris en 2001. Là, il travaille dans le septième arrondissement  avant d’entrer au service de Jean-Michel Mertens à Maisons-Alfort (Meilleur ouvrier de France et champion du monde des fleuristes).

### Carrière
Il participe à de nombreux concours nationaux et internationaux et multiplie les prix et récompenses diverses. En 2003, il est finaliste de la Coupe de France des fleuristes et un an plus tard, en 2004, il obtient le titre prestigieux de Meilleur ouvrier de France, considéré comme la récompense a plus importante du métier. 
En 2005, il reprend l’entreprise de Jean-Michel Mertens et ouvre donc sa boutique à Maisons-Alfort dans le Val-de-Marne. Il commence alors à publier des articles dans la presse professionnelle nationale et internationale.
En 2007, la médaille de chevalier de l’ordre du Mérite agricole lui est décernée. Cette même année, il publie avec Muriel Le Couls son premier livre sur l’art floral intitulé Structures qui obtient le Grand Prix du Livre des Meilleurs Ouvriers de France l’année suivante. Plus récemment, en 2010, il est sélectionné pour la finale de la Coupe du Monde des Fleuristes à Shanghai,. Il édite également un second livre intitulé Structures en art floral 2 aux éditions Stichting Kunstboek.
Consultant pour la télévision, il participe à plusieurs émissions consacrées au jardin ou aux nouvelles tendances de décoration et participe à de nombreux shows floraux en France et à l’étranger.
Il diversifie ses activités en devenant conseiller de l’Enseignement technologique pour l’Académie de Paris et membre du groupe d’art floral Interflora. Également formateur, il forme des apprentis, dispense des cours pour les professionnels, prépare de jeunes fleuristes aux concours et fait partie des jurys d’examens.

## Concours et distinctions
Source :
- 2002 : Médaille d’Or coupe des Fleuristes d’Île-de-France
- 2003 : Prestige d’Argent Hortiflor
- 2004 : Meilleur Ouvrier de France (MOF)
- 2007 :  Chevalier de l'ordre du Mérite agricole[6]

## Sources et références
1. ↑  Gil Boyard, Muriel Le Couls, « Structures », Stichting Kunstboek Editions, 2007, p. 115.
2. ↑  «Gil Boyard à la coupe du monde des Fleuristes», 27 août 2009, sur le site paperblog.com, source Le Messager Magazine, consulté le 2 avril 2011
3. ↑  «Le fleuriste Gil Boyard en lice pour la Coupe du Monde», 15 avril 2009., sur le site leparisien.fr, consulté le 3 avril 2011
4. ↑  , sur le site Interflora.fr, consulté le 2 avril 2011
5. ↑  Gil Boyard, Muriel Le Couls, « Structures en art floral 2 », Stichting Kunstboek Editions, 2010, p. 119.
6. ↑  « Bulletin officiel des décorations, médailles et récompenses n°04 du 1er août 2007 page 169 - Légifrance », sur www.legifrance.gouv.fr (consulté le 26 février 2025)

## Œuvres
- Boyard Gil et Le Couls Muriel, Structures, Stichting Kunstboek, 2007  (ISBN 978-90-5856-306-4)
- Boyard Gil et Le Couls Muriel, Structures en art floral 2, Stichting Kunstboek, 2010  (ISBN 978-90-5856-227-2)